# Barbus mawambiensis
Barbus mawambiensis е вид лъчеперка от семейство Шаранови (Cyprinidae). Видът не е застрашен от изчезване.

## Разпространение и местообитание
Разпространен е в Демократична република Конго и Камерун.
Обитава сладководни басейни и реки.

## Описание
На дължина достигат до 15 cm.